# جون نيكلسون (سياسي)
جون نيكلسون (بالإنجليزية: John Nicholson)‏ هو سياسي أسترالي، ولد في 1840، وتوفي في 17 فبراير 1919. حزبياً، نشط في حزب العمال الأسترالي. وقد انتخب عضو الجمعية التشريعية نيو ساوث ويلز.